# AVN상

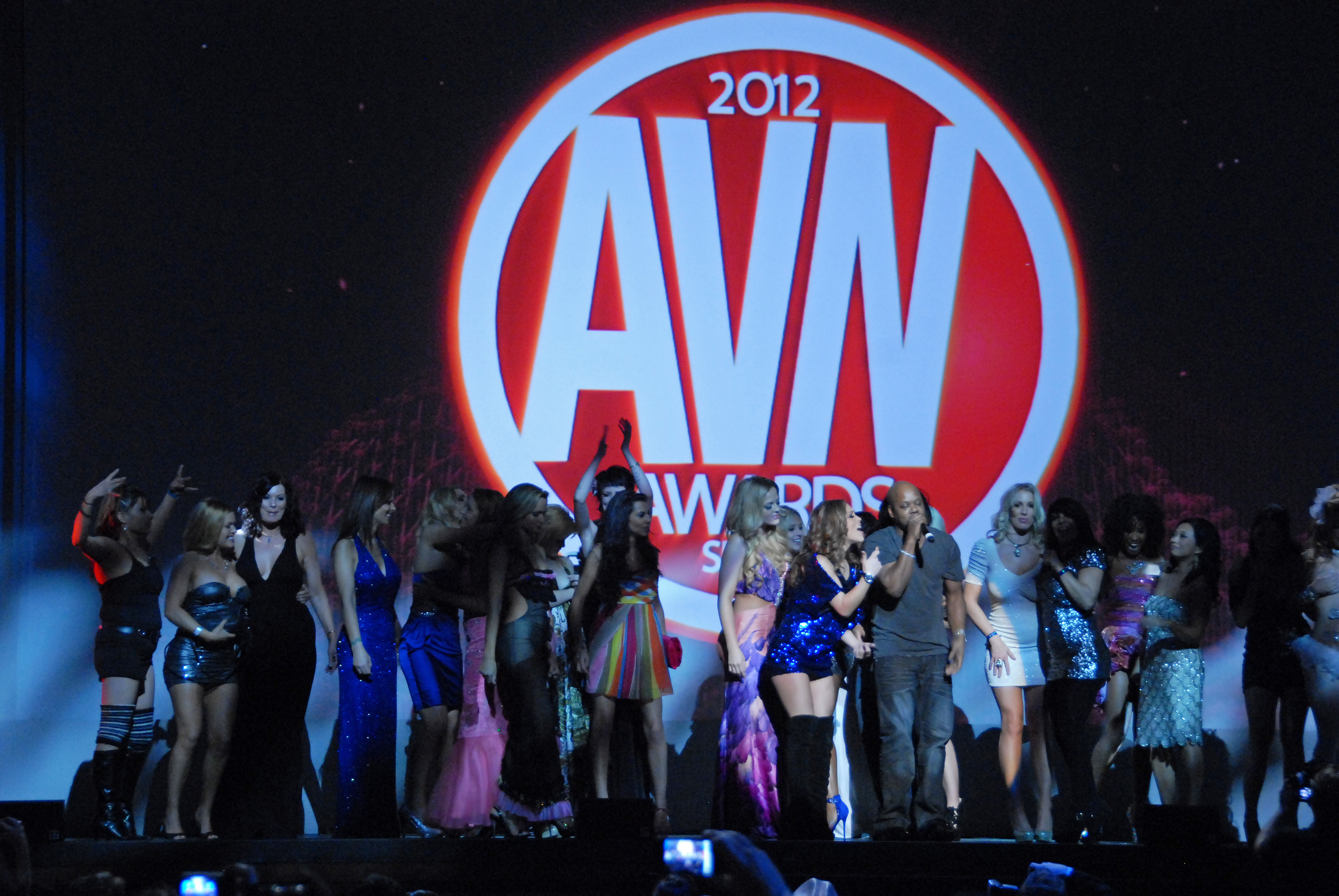
AVN상

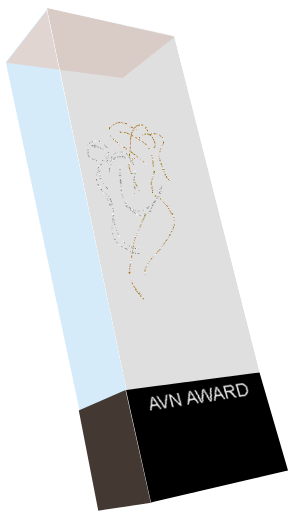

AVN상(AVN Award)은 어덜트 비디오 뉴스 (AVN)가 개최하는 성인 산업에 대한 영화 시상식 행사이다. 이 상에는 신인여우상을 시작으로 100개 이상의 부문이 있으며, 매년 수천명의 사람이 참석한다. 미국의 포르노 영화 제작 및 마케팅의 여러 부분에서의 뛰어난 성과를 기린다. 포르노의 오스카(Oscars of porn)로도 부른다.

## 참조
1. ↑  “The Oscars of porn”. 《Sydney Morning Herald》. 2006년 1월 9일. 2007년 7월 25일에 확인함.
2. ↑  Brent Hopkins (2007년 6월 3일). “Porn: The Valley's secret industry”. Los Angeles Daily News. 2007년 6월 6일에 원본 문서에서 보존된 문서. 2007년 7월 25일에 확인함. ...earned seven Adult Video News awards, referred to as the Oscars of porn.
3. ↑  David Schmader (2000년 3월 9일). “Porn's Big Night”. The Stranger. 2007년 7월 25일에 확인함. ...the most prestigious event in the world of adult film: the Adult Video News Awards, hereby known as the Avis, popularly known as the porno Oscars.